# Pogonoperca ocellata
Pogonoperca ocellata är en fiskart som beskrevs av Günther, 1859. Pogonoperca ocellata ingår i släktet Pogonoperca och familjen havsabborrfiskar. Inga underarter finns listade i Catalogue of Life.